# Corning (Ohio)
Corning és una població dels Estats Units a l'estat d'Ohio. Segons el cens del 2000 tenia 593 habitants.

## Demografia
Segons el cens del 2000, Corning tenia 593 habitants, 239 habitatges, i 159 famílies. La densitat de població era de 520,4 habitants per km².
Dels 239 habitatges en un 29,7% hi vivien nens de menys de 18 anys, en un 49,8% hi vivien parelles casades, en un 13,8% dones solteres, i en un 33,1% no eren unitats familiars. En el 28,5% dels habitatges hi vivien persones soles el 18% de les quals corresponia a persones de 65 anys o més que vivien soles. El nombre mitjà de persones vivint en cada habitatge era de 2,48 i el nombre mitjà de persones que vivien en cada família era de 3,03.
Per edats la població es repartia de la següent manera: un 25,8% tenia menys de 18 anys, un 8,6% entre 18 i 24, un 28% entre 25 i 44, un 20,4% de 45 a 60 i un 17,2% 65 anys o més.
L'edat mediana era de 38 anys. Per cada 100 dones de 18 o més anys hi havia 84,1 homes.
La renda mediana per habitatge era de 27.868 $ i la renda mediana per família de 31.875 $. Els homes tenien una renda mediana de 31.875 $ mentre que les dones 20.481 $. La renda per capita de la població era de 13.615 $. Aproximadament el 12,5% de les famílies i el 15,3% de la població estaven per davall del llindar de pobresa.

## Poblacions més properes
El següent diagrama mostra les poblacions més properes.